# اشلی لاورنس
 اشلی لاورنس (انگلیسی: Ashley Laurence؛ زادهٔ ۲۸ مهٔ ۱۹۶۶) یک بازیگر سینما، و هنرپیشه اهل ایالات متحده آمریکا است.
از فیلم‌ها یا برنامه‌های تلویزیونی که وی در آن نقش داشته است می‌توان به برپاخیزان جهنم اشاره کرد.